# خس‌خس سیاه
خس‌خس سیاه (نام علمی: Chrysopogon nigritanus) نام یک گونه از سرده ریش زرد است.